# 1367 هـ
1367 هـ هي سنة في التقويم الهجري امتدت مقابلةً في التقويم الميلادي بين سنتي 1947 و1948.

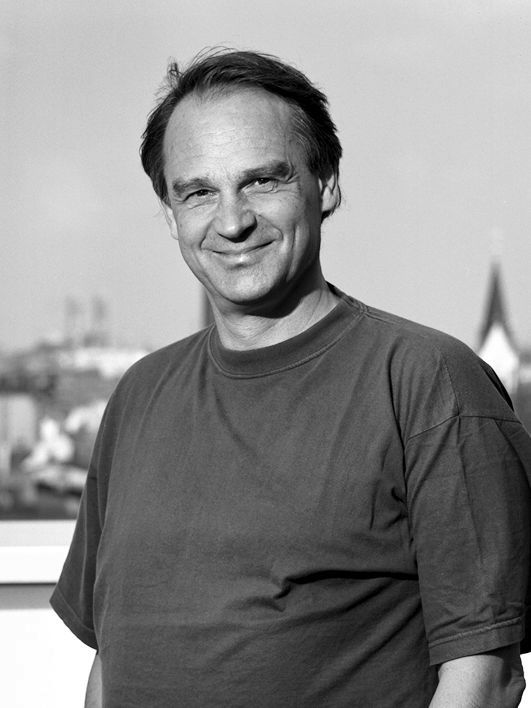
جيرد بينيج

## أحداث
- تأسيس نادي الشباب السعودي أول نادي في العاصمة السعودية الرياض.
- 28 ذو الحجة - العصابات الصهيونية ترتكب مجزرة البعنة ودير الأسد بفلسطين، حيث قامت بتجميع سكان القريتين عبر مكبرات الصوت في السهل الفاصل بين القريتين بحراسة من الجنود الإسرائيليين، وتم قتل مجموعة من الشبان بطريقة وصفها أحد مراقبي الأمم المتحدة بأنها «قتل وحشي، جرى دون استفزاز أو إشارة غضب من الناس».

## مواليد
- محمد باقر المهري
- محمود الهاشمي الشاهرودي
- عباس بن علوي المالكي
- جيرد بينيج
- حياة الفهد
- ستيفن تشو
- صلاح عبد الفتاح الخالدي
- عبد المحسن بن عبد العزيز العكاس
- عزيز الدويك
- عصمت المراد
- علي الحسيني الميلاني
- غلام علي البهاونكري
- محمد علي الرباني
- فهد الرجعان
- راشد الحملي

## وفيات
- أحمد بن يوسف قستي
- أنطون الجميل
- إبراهيم يحيى حميد الدين
- إرنست هرتسفلد
- تشارلز آدمز
- ثناء الله الآمر تسري
- حسن تحسين الفقير
- سعيد الجابي
- عبد القادر الحسيني
- عبد الله الوزير
- علي الخياباني
- مهاتما غاندي
- محمد بن عبد اللطيف بن عبد الرحمن آل الشيخ
- محمد عبد العظيم الزرقاني
- محمد كاظم الشيرازي
- هدى شعراوي
- 1948 - أحمد الكاشف، شاعر مصري شركسي.